# 遠藤吉生
遠藤 吉生（えんどう よしたか、1954年9月21日 - ）は、日本の建築家（一級建築士）。遠藤建築スタジオ共同主宰。広島工業大学准教授。

## 概要
- 学生時代、坂本一成に師事。
- 住宅、教育施設などの設計を行っている。

## 略歴
- 1954年　広島県呉市生まれ。
- 1977年　武蔵野美術大学造形学部建築学科卒業。
- 1977～79年　塔建築設計工房勤務。
- 1979～89年　奥田建築事務所勤務。
- 1989年　遠藤建築スタジオ共同設立。
- その後、国立呉工業高等専門学校、広島工業大学、広島国際大学非常勤講師を歴任。
- 現在　広島工業大学准教授。

## 主な作品
- 1997年　泉が丘の家（広島県）
- 2001年　CUBE HOUSE（広島県）
- 2002年　板橋さざなみ幼稚園ANNEX1（東広島市）
- 2002年　板橋さざなみ幼稚園ANNEX2（東広島市）
- 2004年　HIJIYAMA DUPLEX（広島市南区）

## 受賞
- 1997年　呉市美しい街づくり賞（泉が丘の家）
- 2001年　ひろしま街づくりデザイン賞（CUBE HOUSE）
- 2002年　ひろしま建築文化賞（板橋さざなみ幼稚園ANNEX2）
- 2002年　American Wood design award 2002
- 2002年　カナダグリーンデザイン賞受賞